# Dolina Białej Lądeckiej
Dolina Białej Lądeckiej – dolina w południowo-zachodniej Polsce w województwie dolnośląskim, w powiecie kłodzkim.
Dolina Białej Lądeckiej położona jest w strefie Sudetów Środkowych i Wschodnich, oddziela Masyw Śnieżnika od Wzgórz Rogówki i Gór Złotych. Dolina rozciąga się na długości około 15,2 km, od Radochowa na południowym wschodzie do Krosnowic na północnym zachodzie, od północy. Dolinę ograniczają Góry Złote i Wzgórza Rogówki, a od południa Krowiarki.

## Fizjografia
Dolina stanowi szeroką dobrze wykształconą rozległą przestrzeń o spadzistym dnie oraz asymetrycznych zboczach. Środkiem Doliny meandruje Biała Lądecka tworząc liczne meandry, które podnoszą walory i malowniczość krajobrazową Doliny. Dolina Białej Lądeckiej na odcinku od Radochowa do Żelazna jest szeroka i słabo zalesiona, jedynie nieliczne wzniesienia porastają niewielkie lasy mieszane głównie świerkowo-bukowe. Niewielkie lasy zlokalizowane są na północ od Ołdrzychowic Kłodzkich i łączą się bezpośrednio we wsi z parkiem dworskim. Mniejsze kompleksy leśne rozciągają się na obrzeżach na południe od Trzebieszowic i na wschód od Żelazna. Dno doliny zajmują łąki i pola uprawne. Obszar Doliny jest ciekawy przyrodniczo i krajobrazowo o szerokich panoramach widokowych rozciągających się ze zboczy wzniesień. Wzdłuż koryta rzeki i na terasach zalewowych brakuje inwestycji związanych z krajobrazem nadrzecznym. Generalnie Dolina wykazuje nachylenie z południowego wschodu na północny zachód. Najwyżej położone są tereny w południowo-wschodniej części doliny w Radochowie najniżej położone tereny w Krosnowicach. W granicach Doliny różnice wysokości osiągają około 100 m. Na obszarze Doliny wzdłuż rzeki położone są zabudowania miejscowości:Krosnowice, Żelazno, Ołdrzychowice Kłodzkie, Trzebieszowice i Radochów tworzące zwarty ciąg osadniczy o znaczeniu turystycznym nad Białą Lądecką. Doliną wzdłuż Białej Lądeckiej prowadzi droga wojewódzka 392 Żelazno – Bystrzyca Kłodzka oraz linia kolejowa 322 Kłodzko – Stronie Śląskie.

## Budowa
Dolina ma bardzo złożoną budowę geologiczną położona jest w obrębie jednostki geologicznej zwanej metamorfikiem Lądka i Śnieżnika, stanowiącym północno-wschodni brzeg Masywu Czeskiego. Dno Doliny stanowią warstwy zbudowane głównie ze skał metamorficznych, dolina wytworzyła się w łupkach łyszczykowych, amfibolitach, gnejsach gierałtowskich i śnieżnickich. Na obszarze Doliny występują w podłożu stare skały krystaliczne, wapienie krystaliczne, zlepieńce, łupki oraz piaskowce. Powierzchnia zrównania doliny pokryta jest warstwą utworów czwartorzędowych, glin deluwialnych z rumoszem skalnym i utworów eolicznych o zmiennej miąższości od 0,5 do 2,5 m, tworzące ciągłe pokrywy na zboczach większości wyniosłości. Młodsze osady, plejstoceńskie mające postać glin pyłowatych, lessopodobne oraz holoceńskie, występują jedynie w dolinach cieków. Lokalnie występują żwiry plejstoceńskie o miąższości do 4,50 m budujące terasę wysoką. Większość gleb w stanowią gleby zwietrzelinowe górskie o niskiej przydatności rolniczej głównie V i VI klasy bonitacyjnej, gleby klasy IV i III występują sporadycznie. Środek Obniżenia wyznacza wcięte koryto rzeki Białej Lądeckiej wraz z ujściowymi odcinkami dolin licznych potoków będących jej dopływami.

## Krajobraz
Krajobraz Doliny uwarunkowany jest budową i przeszłością geologiczną, przedstawia krajobraz pagórkowatej równiny, pociętej w poprzek licznymi potokami, których doliny mają charakter wciętych wciosów. Najwyższe położenie doliny wynosi 390 m n.p.m., a najniższe 290 m n.p.m. Cały obszar jest, pagórkowaty, ciągnący się w kierunku zachodnim wzdłuż koryta Białej Lądeckiej, na którym występują nieliczne wychodnie. Poza nielicznymi wzniesieniami obszar doliny jest bezleśny. Teren jest gęsto zaludniony, wzdłuż Białej Lądeckiej położone wsie tworzą jeden ciąg osadniczy, pozostałą większość obszaru zajmują pola uprawne i łąki. Krajobraz przeobrażony, w znacznym stopniu zurbanizowany. Krajobraz związany z Białą Lądecką współtworzą założenia pałacowo-parkowe w Krosnowicach, Żelaźnie, Ołdrzychowicach Kłodzkich, Trzebieszowicach i Radochowie.

## Rzeźba
Rzeźba terenu jest różnorodna, urozmaicenie rzeźby wynika ze skomplikowanej budowy geologicznej i długotrwałych procesów tektonicznych oraz z rozległego rozcięcia pobliskiego masywu gór gęstą siecią potoków. Obniżenia zostało ukształtowane w okresie orogenezy alpejskiej pod wpływem ruchów tektonicznych związanych z górotwórczością. Teren ulegał podnoszeniu lub obniżaniu w wyniku wielofazowych ruchów tektonicznych, zaznaczających się u schyłku okresu mezozoiku. Etapom tektonicznego podnoszenia towarzyszył wzrost deniwelacji rzeźby oraz procesy erozyjno-denudacyjnego usuwania skał podłoża. W okresie spokoju tektonicznego zachodziły procesy wyrównywania rzeźby wskutek rozwoju den dawnych dolin. Poniżej Radochowa w Dolinie występuje obniżenie z terasami plejstoceńskimi wypełnionymi osadami czwartorzędowymi, w okolicy Trzebieszowic występują moreny denne, pozostałość po wystąpieniu lodowca. Na nielicznych wychodniach wapieni krystalicznych rozwinęły się formy krasu podziemnego i powierzchniowego, unikatowe w skali całych Sudetów. W tych okolicach w dolinie spotyka się też gdzieniegdzie niewielkie torfowiska i podmokłe łąki.

## Klimat
Położenie fizycznogeograficzne, układ Doliny oraz okoliczne masywy górskie osłaniające dolinę od południa, północny i wschodu wpływają na kształtowanie się typów pogody i zjawisk atmosferycznych mikroregionu. Dolina znajduje się w strefie klimatu podgórskiego, charakteryzuje się umiarkowanym, łagodnym klimatem, sprzyjającym gospodarce rolnej i hodowlanej oraz turystyce. Średnia roczna temperatura wynosi około 7 °C, a w najcieplejszym miesiącu wynosi ona ok. 17 °C, zaś w najzimniejszym styczniu –2,5 °C. Pory roku są łatwo rozpoznawalne i wyznaczane przez przebieg temperatury: ciepła i wilgotna wiosna, ciepłe i często suche lato, chłodna i wilgotna jesień oraz zima ze średnimi opadami śniegu. Zachmurzenie: średnie występuje w okresie jesienno-zimowym, najmniejsze w lecie. Opadom często towarzyszą gwałtowne burze z wyładowaniami. Suma opadów atmosferycznych sięga 600 mm. Podobnie jak w całych Sudetach, dominuje wiatr z kierunków południowo-zachodnich, z wyjątkiem okresu od maja do lipca, kiedy dominują wiatry północne.

## Wody
Dolina należy do zlewiska Morza Bałtyckiego, dorzecza Odry. Charakteryzuje się zróżnicowaną morfologią terenu oraz gęstą siecią hydrograficzną. Główną rzeką odwadniającą Dolinę jest Biała Lądecka.